# St Andrews, Škotska
St Andrews (latinsko S. Andrea(s); škotsko Saunt Aundraes; škotskogelsko Cill Rìmhinn, pronounced [kʰʲɪʎˈrˠiː.ɪɲ]) je mesto na vzhodni obali Fife na Škotskem, 16 kilometrov jugovzhodno od Dundeeja in 50 kilometrov severovzhodno od Edinburga. Leta 2011 je imelo mesto St Andrews 16.800 prebivalcev, in bilo četrto največje naselje Fife in 45. najbolj naseljeno naselje na Škotskem.
Mesto je dom univerze St Andrews, tretje najstarejše univerze v angleško govorečem svetu in najstarejše na Škotskem. Vodnik 2022 Good University Guide, ki sta ga objavila The Times in The Sunday Times, jo je uvrstil med najboljšo univerzo v Združenem kraljestvu. Po drugih lestvicah je uvrščena med najboljše univerze v Združenem kraljestvu.
Mesto je dobilo ime po sv. Andreju apostolu. Naselbina je zrasla zahodno od stolnice St Andrews, z južno stranjo Scores na severu in Kinness Burn na jugu. Burgh je kmalu postal cerkvena prestolnica Škotske, položaj, ki ga je obdržal do škotske reformacije. Slavna stolnica, največja na Škotskem, zdaj leži v ruševinah.
St Andrews je po vsem svetu znan tudi kot dom golfa. To je delno zaradi The Royal and Ancient Golf Club of St Andrews, ustanovljenega leta 1754, ki je do leta 2004 izvajal zakonodajno oblast nad igro po vsem svetu (razen v Združenih državah in Mehiki). Tudi zato, ker je znamenito staro igrišče St Andrews Links (ki ga je mesto pridobilo leta 1894) najpogosteje prizorišče odprtega prvenstva, najstarejšega od štirih velikih prvenstev v golfu. Obiskovalci potujejo v St Andrews v velikem številu zaradi številnih igrišč, ki so uvrščena med najboljše na svetu, pa tudi zaradi peščenih plaž.
Spomenik mučenikom, postavljen v čast Patricka Hamiltona, Georgea Wisharta in drugih mučencev iz obdobja reformacije, stoji na zahodnem koncu Scores na pečini, ki gleda na morje. Civilna župnija je imela 18.421 prebivalcev (leta 2011).
V mestu so tudi številni muzeji, botanični vrt in akvarij.

## Ime in etimologija
Najzgodnejše zabeleženo ime območja je Cennrígmonaid. Beseda je starogelska in je sestavljena iz elementov cenn (glava, polotok), ríg (kralj) in monaid (barje). To je postalo Cell Rígmonaid (cela, kar pomeni cerkev) in je bilo škotizirano v Kilrymont. Sodoben gelski način črkovanja je Cill Rìmhinn. Verjetno je, da gelsko ime predstavlja prilagoditev piktske oblike *Penrimond. Ime St Andrews izhaja iz trditve mesta, da je počivališče kosti apostola Andreja. Po legendi je sveti Regul (ali Rule) prinesel relikvije v Kilrymont, kjer je bilo ustanovljeno svetišče za njihovo hrambo in čaščenje, Kilrymont pa so preimenovali v čast svetniku. To je izvor tretjega imena za mesto Kilrule.

## Zgodovina
Prvi prebivalci, ki so se v mezolitiku (srednja kamena doba) naselili na obrobju estuarija rek Tay in Eden, so prišli z ravnin v severni Evropi med 10.000 in 5000 pr. n. št.. Temu so sledili nomadski ljudje, ki so se naselili okoli sodobnega mesta okoli leta 4500 pred našim štetjem kot kmetje, ki so čistili gozdove in gradili spomenike.
Sredi 8. stoletja je piktski kralj Oeng I. ustanovil samostan, ki ga tradicionalno povezujejo z relikvijami sv. Andreja, številne kosti naj bi bile svetnikova roka, kolenska čašica, trije prsti in zob, ki naj bi jih prinesel v mesto sv. Regula. Leta 877 n. št. je kralj Causantín mac Cináeda (Konstantin I. ali II.) zgradil novo cerkev za Culdeeje v St Andrewsu in bil kasneje istega leta ujet in usmrčen (ali morda ubit v bitki), potem ko se je branil pred vikinškimi roparji.
Leta 906 n. št. je mesto postalo sedež škofa Albe, meje sedeža pa so se razširile na ozemlje med rekama Forth in reko Tweed. Leta 940 je Konstantin III. Škotski abdiciral in prevzel mesto opata samostana St Andrews.
Ustanovitev današnjega mesta je okoli leta 1140 začel škof Robert iz Sconea na hribu v obliki črke L, verjetno na mestu porušenega gradu St Andrews. Po listini iz leta 1170 je bilo novo mesto zgrajeno zahodno od stolnice, vzdolž Grajske ulice in verjetno do tiste, ki je danes znana kot Severna ulica. To pomeni, da je postavitev morda vodila do oblikovanja dveh novih ulic (Severne ulice in Južne ulice) iz temeljev nove stolnice St Andrews, ki sta zapolnili območje znotraj dvostraničnega trikotnika na njegovem vrhu. Severna meja mesta je bila južna stran Scores (ulica med Severno ulico in morjem), južna je bila Kinness Burn, zahodna pa West Port. St Andrews je bil prvič zastopan na velikem svetu v palači Scone leta 1357.
St Andrews, zlasti velika stolnica, zgrajena leta 1160, je bila najpomembnejše romarsko središče v srednjeveški Škotski in eno najpomembnejših v Evropi. Romarji iz vse Škotske so prišli v velikem številu v upanju, da bodo v svetišču sv. Andreja blagoslovljeni in v mnogih primerih ozdravljeni. Prisotnost romarjev je prinesla povečano trgovino in razvoj. Mesto, ki je bilo priznano kot cerkvena prestolnica Škotske, je imelo kot kozmopolitsko mesto velik gospodarski in politični vpliv v Evropi. Škotski parlament se je sestal v mestu leta 1304, ko je kralja Edvarda I. v vlogi vladarja Škotske sprejel škof William de Lamberton. Dogodku je bilo priča kar 130 lastnikov zemljišč, od sira Johna iz Camba do sira Williama Murrayja iz Forta.
Leta 1559 je mesto propadlo po nasilni škotski reformaciji in vojnah treh kraljestev ter izgubilo status cerkvene prestolnice Škotske. Celo Univerza St Andrews je razmišljala o selitvi v Perth okoli leta 1697 in 1698. Po pooblastilu škofa St Andrewsa je bilo mesto leta 1614 razglašeno za baronsko mesto. Kralj Jakob VI. je leta 1620 podelil Royal Burgh kot listino. V 18. stoletju je mesto še vedno propadalo, kljub temu pa je postajalo znano po povezavah, ki so bile 'dobro poznane golfistom'. Do 19. stoletja se je mesto začelo širiti izven prvotnih srednjeveških meja z ulicami novih hiš in zgrajenimi mestnimi vilami. Danes St Andrews služi izobraževanju, golfu ter turistični in konferenčni industriji.
Leta 1951 je bila The Masque of St. Andrews, ki je dramatizirala pomembne dogodke v zgodovini mesta, uprizorjena na ozemlju stolnice kot del Festivala Britanije.

## Demografija
Po popisu leta 2001 je imelo St Andrews skupno 14.209 prebivalcev. Prebivalstvo se je povečalo na približno 16.680 leta 2008 in 16.800 leta 2012. Demografska sestava prebivalstva je precej v skladu s preostalim delom Škotske. Starostna skupina od 16 do 29 let predstavlja največji delež prebivalstva (37 %). Mediana starosti moških in žensk, ki živijo v St Andrewsu, je bila 29 oziroma 34 let, v primerjavi s 37 in 39 leti za tiste na celotnem Škotskem.
Kraj rojstva prebivalcev mesta je bilo 87,78 % Združeno kraljestvo (vključno s 61,80 % Škotske), 0,63 % Republika Irska, 4,18 % drugih držav Evropske unije in 7,42 % drugod po svetu. Ekonomska aktivnost prebivalcev v starosti 16–74 let je bila 23,94 % redno zaposlenih, 8,52 % s krajšim delovnim časom, 4,73 % samozaposlenih, 1,94 % brezposelnih, 31,14 % študentov z delom, 9,08 % študentov brez služb, 13,24 % upokojencev, 2,91 % skrbnikov za dom ali družino, 2,84 % trajno bolnih ali invalidov in 1,67 % ekonomsko neaktivnih iz drugih razlogov.

## Gospodarstvo
St Andrews, katerega gospodarstvo znaša 660 milijonov funtov, je močno odvisno od turizma in izobraževanja. Leta 2016 je bilo eno od petih delovnih mest v St Andrewsu povezano s turizmom.
St Andrews pogosto velja za drago destinacijo. Leta 2016 so poročali, da je St Andrews dom »najdražje ulice na Škotskem«, s povprečnimi cenami hiš v The Scores, ki presegajo 2 milijona funtov.

## Znamenitosti
St Andrews je nekoč omejevalo več ports (nižinska škotska beseda za 'mestna vrata'). Dve sta še vedno ohranjeni: vrata So'gait (South Street, zdaj imenovano West Port) in Sea Yett (ko se The Pends konča s pristaniščem). West Port so ena redkih ohranjenih mestnih vrat na Škotskem in so načrtovan spomenik. Na stolpe so vplivali tisti, ki so bili vidni ob vznožju pristanišča Netherbow v Edinburgu. Osrednji lok je nadgrajen s konzolami in lepo oblikovanim prehodom. Vratom so med obnovo med letoma 1843 in 1845 dodali stranska loka in reliefne plošče.
Sveta Trojica, uvrščena med spomenike kategorijo A (znana tudi kot župnijska cerkev Svete Trojice ali 'mestna cerkev') je najbolj zgodovinska cerkev v St Andrewsu. Cerkev je bila sprva zgrajena na kopnem, blizu jugovzhodnega zatrepa stolnice, okoli leta 1144, leta 1234 pa jo je posvetil škof David de Bernham. Nato se je škof Warlock med letoma 1410 in 1412 preselil na novo mesto na severni strani Južne ulice. Velik del arhitekturne značilnosti cerkve je bil izgubljen med ponovno gradnjo Roberta Balfourja med letoma 1798 in 1800. MacGregor Chambers je pozneje med letoma 1907 in 1909 obnovil (bolj dovršeno okrašen) približek njenega srednjeveškega videza.
Vzhodno od središča mesta ležijo ruševine stolnice sv. Andreja. To je bila nekoč največja stavba na Škotskem, nastala je v samostanu Canons Regular, ki ga je ustanovil škof Robert Kennedy. Cerkev sv. Ruleja, jugovzhodno od srednjeveške stolnice, naj bi izvirala iz let okoli 1120 in 1150 in je bila predhodnica stolnice. Visok kvadratni stolp, del cerkve, je bil zgrajen za hrambo relikvij svetega Andreja in je postal znan kot prva stolnica v mestu. Po smrti škofa Roberta Kennedyja je leta 1160 škof Arnold (njegov naslednik) začel graditi novo stolnico na mestu, ki meji na cerkev St Rule. Delo je leta 1318 končno zaključil in posvetil škof William de Lamberton z Robertom Bruceom (1306–29), ki je bil prisoten na slovesnosti. Kompleks je zaščiten kot spomenik.
Ruševine gradu St Andrews so na vrhu pečine severno od mesta. Grad je bil prvič postavljen okoli leta 1200 kot rezidenca, zapor in utrdba škofov. V naslednjih stoletjih je bilo izvedenih več rekonstrukcij, predvsem zaradi škode, nastale v škotskih vojnah za neodvisnost.
Grad je bil med The Rough Wooing okupiran, oblegan in napaden ter bil pri tem resno poškodovan.
Večina gradu, ki ga danes vidimo, je iz obdobja med letoma 1549 in 1571. Delo je naročil John Hamilton (nadškof St Andrewsa) v renesančnem slogu, zaradi česar je bila stavba udobna, veličastna rezidenca, medtem ko je še vedno ostala dobro utrjena. Po reformaciji je grad prešel v roke več lastnikov, ki ga niso mogli vzdrževati in stavba je propadala. Grad je zdaj načrtovan spomenik, ki ga upravlja Historic Environment Scotland.
Apsido dominikanskega samostana Blackfriars je še vedno mogoče videti na South Street (med Madras College in Bell Street). Druge propadle verske stavbe, ki so obstajale v srednjeveškem mestu, so pustile sledi, čeprav manj vidne, kot na primer bolnišnica za gobavce na kmetiji sv. Nikolaja (The Steading) med parkom Albany in rekreacijskim centrom East Sands.
- Pogled na kapelo sv. Salvatorja z notranje strani Lower College Lawn, vključno z ladjo in zvonikom
- Ruševine ladje stolnice sv. Andreja
- Pogled na ozemlje katedrale z vrha stolpa St Rule
- Ruševine gradu St Andrews
- Obrežje St Andrewsa

### Golf
St Andrews je splošno znan kot »dom golfa'«". Po najzgodnejšem ohranjenem dokumentu iz leta 1552 je »igranje golfa« na igrišču ob »rajski vodi« dovolil nadškof Hamilton. Najbolj znano golf igrišče v mestu je Old Course, ki ga je mestni svet kupil leta 1894. Proga, ki sega v srednjeveške čase, je odprto igrišče za prvenstvo – ki je bilo prvič postavljeno leta 1873 in je gostila odprto prvenstvo leta 2022. Med slavnimi zmagovalci na St Andrewsu so bili: Old Tom Morris (1861, 1862, 1867 in 1874), Bobby Jones (1927 in 1930 britanski amater), Jack Nicklaus (1970 in 1978) in Tiger Woods (2000 in 2005). Po mnenju Jacka Nicklausa, »če si želijo golfista zapomniti, mora zmagati v St Andrewsu«. Skupaj je sedem igrišč za golf – Old, New, Jubilee, Eden, Strathtyrum, Balgove in Castle – ki obdajajo zahodne pristope mesta. Sedmo igrišče za golf (grad) je bilo dodano leta 2007 v Kinkell Braes, ki ga je zasnoval David McLay Kidd.
Drugi objekti za prosti čas v mestu so kanu klub, nogometni klub za starejše (St Andrews United), ragbi klub (znan kot Madras Rugby Club), teniški klub, univerzitetni športni center in vadbišče za golf Links. Središče za prosti čas East Sands, ki so ga odprli leta 1988, stoji na obrobju mesta kot mestni bazen s telovadnico.

### Lade Braes Walk
Lade Braes Walk je slikovita javna pešpot, dolga približno 2,5 kilometra, ki sledi kanalu (lade – 'raka', 'mlinski žleb') srednjeveškega mlina skozi St Andrews. Sprehod se začne v središču mesta blizu kolidža Madras in poteka približno proti zahodu, skozi park Cockshaugh do Law Mill. Naloga kanala je bila transportirati vodo z višje gorvodne točke na Kinness Burn do vodnega mlina na območju samostana St Andrews, kjer je prispela na povišano raven preprosto tako, da je sledila obrisom zemlje. Morda je bil zgrajen pred letom 1144. V poznem 19. stoletju so lade prekrili in območje od parka Cockshaugh do Law Milla uredili in zasadili z drevesi. Ostanki Law Milla, njegove sušilnice za žito in vodnega kolesa so spomenik 
kategorije C. Brae je stara škotska beseda za vzpetino, ki meji na rečni breg.

### Botanični vrt
Botanični vrt St Andrews je 18 hektarjev velik botanični vrt v predmestju Canongate južno od mesta. Vsebuje več kot 8000 vrst avtohtonih in eksotičnih rastlin. Te so razporejene v pasovih gozda, travnika, grmičevja, zelnatih gredic, velikega skalnjaka in niza ribnikov. Tu so tudi zelenjavni in zeliščni vrtovi ter več velikih rastlinjakov, od katerih je v enem hišica za metulje. Za večino obiskovalcev je vstopnina z nekaterimi izjemami (npr. mladinci, študenti ali fakultete Univerze St Andrews).[113]